# Любимцы Америки
«Люби́мцы Аме́рики» (англ. America's Sweethearts; США, 2001) — комедия о бывшей семейной паре голливудских звёзд-актёров, выхода нового фильма которых ждёт мир. Главные роли в этом лёгком, семейно-комедийном фильме исполнила целая команда звёзд Голливуда первой величины.

## Сюжет
Киношный публицист Ли Филлипс (Билли Кристал) столкнулся с серьёзной проблемой — ему необходимо привезти на банкет для прессы двух звёзд — Гвен Харрисон и Эдди Томаса, известных как «Любимцы Америки» — по случаю выхода их последнего совместного фильма. Пара не так давно рассталась — Гвен теперь с малоизвестным испанским актёром Гектором, а Эдди проходит терапию в клинике. Эксцентричный режиссёр Хэл Вейдман сообщил продюсеру Дэйву Кингману, что впервые фильм увидят не в студии, а все, и он и пресса, на банкете. А работа Ли заключается в том, чтобы привезти на этот банкет Гвен и Эдди для отвлечения прессы от фильма, чтобы те не узнали, что никакого фильма-то пока и нет.
Приехав в отель в пустыне, Эдди вновь встречает сестру Гвен, Кики, которая очень похорошела, сбросив «немного» вес. Эдди давно нравился Кики, но раньше он, будучи ослеплённым красотой Гвен, никогда её не замечал. В отеле Эдди и Кики сближаются. Но на публике Эдди изображает, что он всё ещё с Гвен.
Когда в конце концов фильм наконец показывают, выясняется, что фильм состоит из нарезок видео со съёмочной площадки. Вейдман сделал этакое первое «реалити-шоу». Гвен в шоке, она не очень хорошо высказывалась о своём теперешнем парне Гекторе, Кики, подглядывая за Эдди, запихивается печеньем… Кадры показывают, насколько Гвен эгоистична и коварна, а Эдди постепенно становится всё большим параноиком, подозревая жену в изменах.
Гвен пытается «сохранить лицо», объявив о воссоединении с Эдди, но Эдди уже понимает, что на самом деле любит Кики, и сообщает всем об этом.

## В ролях
| Актёр             | Роль                    |
| ----------------- | ----------------------- |
| Джулия Робертс    | Кейтлин «Кики» Хариссон |
| Билли Кристал     | Ли Филлипс              |
| Кэтрин Зета-Джонс | Гвен Харрисон           |
| Джон Кьюсак       | Эдди Томас              |
| Хэнк Азариа       | Гектор                  |
| Стенли Туччи      | Дэйв Кингман            |
| Кристофер Уокен   | Хэл Вейдман             |

## Интересные факты
- Хэнк Азариа был приглашён на роль, которая до этого была предложена арестованному Роберту Дауни-мл.
- Дата премьеры была сдвинута с первоначальной — 4 июля, 2001 на 20 июля.
- Джулия Робертс, будучи на момент съёмок одной из самых высокооплачиваемых актрис, получила гонорар за «Любимцы Америки» в размере $ 15 миллионов. Кроме того, актриса была уже обладательницей премии «Оскар» за фильм 2000 года «Эрин Брокович».
- В саундтрек к фильму (2001) вошли композиции таких исполнителей, как The Corrs, Geri Halliwell, Mark Knopfler.
- Сборы от картины только в США составили $ 93 миллиона, в других странах — $ 44 миллиона, общие сборы превысили $ 138 миллионов.